# Gregorio de Langres
Gregorio de Langres, de Autun,  o de Dijon (c. 446-539), fue un prelado galorromano, conde de Autun, en Saona y Loira que una vez viudo, alrededor de 500, se convirtió en obispo de Langres (506-539).

## Biografía
Descendiente de una rica familia de senadores, fue conde y gobernador de Autun y Autunois. Después de la muerte de su tío Attale, conde de Autun, se hizo cargo de la gestión del condado. La historia guarda el recuerdo de un hombre firme y severo, pero justo. Era despiadado con los cobardes y bandidos, bueno y gentil con la gente buena. Conocemos a dos hijos de su unión con Armentaire (Armentaria), hija de Armentarius, senador de Lyon. Uno se llama Tetricus y será su sucesor en la oficina episcopal de Langres. El segundo también llamado Gregorio, será el abuelo del famoso Gregorio de Tours, lo que lo convierte en su bisnieto.
Una vez viudo es cuando va a las órdenes. El cronista nos dice que fue elegido en 506 por el clero y los fieles de Langres a la sede episcopal. Fue alrededor de esta fecha cuando fundó la Abadía de Saint-Bénigne en Dijon y colocó las reliquias de este apóstol de Borgoña en la basílica. Trajo religiosos y se los dio por el padre Eustades. Era un pastor ejemplar, se dedicaba a la abstinencia con gran rigor, solo comía pan hecho con cebada, solo usaba vino diluido en agua y pasaba largas horas en oración. Vivir "como una anacoreta en la mitad del mundo", según Gregorio de Tours, su bisnieto.
Hizo frecuentes viajes a Dijon, que en ese momento dependía de la diócesis de Langres. Vivió cerca del baptisterio de Saint-Vincent, cerca de la iglesia de Saint-Etienne. Era un lugar con muchas reliquias, donde venía a meditar y rezar de noche. La leyenda nos cuenta que uno de los clérigos espías un día vio a los venerados santos venir a cantar y glorificar a Dios con él. San Benigno le habría hecho saber que estaba muy harto de que se descuidara su culto. Inmediatamente hizo renovar el santuario del mártir.
Fue durante su tiempo que Sigo, que fue canonizado bajo el nombre de san Seine, llegó a la Abadía de Réome, bajo la dirección espiritual de Jean de Réome.
Hizo trasladar las reliquias de san Benigno de Dijon, y construyó la iglesia y la abadía de Saint-Bénigne de Dijon que sirvió como su tumba.
En el espacio entre las tres iglesias: Saint-Jean, Saint-Bénigne y otra muy antigua construida en el sitio de la tumba de san Pascasio, los cristianos se habían acostumbrado a ser enterrados. Gregorio erigió esta costumbre y prohibió por decreto que todos sus seguidores fueran enterrados en otros lugares.
De camino a Langres para celebrar la Epifanía, se enfrió y murió el 4 de enero de 539. Había ocupado el asiento episcopal durante treinta y tres años. Fue enterrado, según sus deseos, en la iglesia de Saint-Jean de Dijon, cerca del baptisterio. La leyenda dice que en el camino a su convoy fúnebre, pasando frente a la prisión, los prisioneros imploraron al difunto y que realizó su primer milagro: las puertas del establecimiento penal se abrieron por sí mismas.
Su hijo, Tetricus, quien lo sucedió en la sede episcopal de Langres, hizo un traslado del cuerpo de su padre, con el fin de levantar un monumento funerario digno de su santidad. Este evento se conmemora el 6 de noviembre. Más tarde tuvo lugar una segunda traslación: una parte de sus reliquias fue depositada en la catedral de Langres en 1282. Gui de Ginebra, obispo de Langres, las depositó en una caja de plata que se colocó en una columna detrás del altar principal de saint-Mammès. El clero reunido en sínodo participó en esta ceremonia.

## Cargos
- Conde, gobernador del país de Autun, entre 465 a 505, aproximadamente;

- Obispo de Langres, de 506 a 539, sucede a Albison.

## Obras
- Alrededor de 507, le recuerda a Jean de Réome, fundador de la abadía en Moutiers-Saint-Jean, que salga de su retiro en la abadía de Lerins y que vuelva a cuidar su abadía;
- En 517, participó en el Concilio de Epaona, donde se encontró con su viejo amigo, el padre Lautein, a quien había conocido en la abadía de Saint-Symphorien en Autun;
- En 535, participó en el Concilio de Clermont;
- En 538, fue representado en el III Concilio de Orleans por un sacerdote llamado Evance.

## Epitafio
Venancio Fortunato, compuso su epitafio:

Depuis que le roi du ciel a brisé les portes de l'enfer, la mort ennemie gît abattue aux pieds du Juste. C'est ce qu'atteste la sainte vie du vénérable Grégoire sorti naguère du tombeau pour aller au ciel. Issu d'une antique et noble famille, il est plus noble encore par les mérites auxquels il doit la place qu'il y occupe. D'abord juge sévère, puis saint prêtre, ceux qu'il punit comme juge; il les aima et les protégea comme père. Il gouverna son troupeau pendant trente-deux ans, et il a la joie de contempler les heureux fruits de sa direction. Si l'on demande ce qu'il a fait de bien, ses miracles sont là pour répondre, et c'est encore par lui que les malades recouvrent la santé.

Traducido:

Desde que el rey del cielo ha derribado las puertas del infierno, la muerte del enemigo ha sido asesinada a los pies de los Justos.  Esto se evidencia en la vida santa del venerable Gregorio que una vez salió de la tumba para ir al cielo.  Procedente de una familia antigua y noble, es aún más noble por los méritos a los que debe el lugar que ocupa.  Primero juez severo, luego sacerdote santo, a quienes castiga como juez;  los amaba y los protegía como padre.  Él gobernó su rebaño durante treinta y dos años, y tiene la alegría de contemplar los felices frutos de su dirección.  Si le preguntamos qué ha hecho bien, sus milagros están ahí para responder, y todavía es a través de él que los enfermos recuperan su salud.

## Patronazgo
- Protector de cautivos, prisioneros de la justicia humana.